# Lakeport, California
Lakeport (tên cũ, Forbestown, Rocky Point, Stony Point, và Tuckertown) là thành phố thủ phủ quận Lake, tiểu bang California, Hoa Kỳ. Thành phố có diện tích  km², dân số là 4753 người theo điều tra năm 2010, giảm so với 4820 người năm 2000. Lakeport tọa lạc ở bờ tây của hồ Clear, tại độ cao 1355 foot (413 m).

## Lịch sử
Lakeport lần đầu tiên có dân bản xứ châu Mỹ vài nghìn năm trước đây. Khi cư dân định cư đến đây, những người Kabe-napos, một phân bộ lạc của dân tộc Pomo, sống ở đây trong làng chính của họ. Tên làng đã làc Kaci-Badon, theo loài cây huệ nước Kaci và badon là tên bản địa cho các đảo. 
Các doanh nghiệp đầu tiên tại Lakeport được thành lập vào năm 1855. Hàng hoá được giao dịch với người bản địa để đổi lấy hàng hóa và giỏ của họ. Các doanh nghiệp được điều hành bởi một người tên là Johnson. Các cửa hàng đầu tiên được xây dựng trong khu vực Lakeport được xây dựng bởi Tiến sĩ Boynton.
William Forbes và James Parrish là những người tạo ra các cửa hàng đầu tiên trong khu vực Lakeport chính. Parish là một thợ rèn và Forbes là một nhà sản xuất toa xe. 
William Forbes đã đến khu vực này năm 1858. Ông đã mua 160 mẫu Anh (0,6  km²) xây dựng nhà và trang trại của ông. Khi các quận đang điều tra để đưa đất quận lỵ địa phương, Forbes đã hiến 40 mẫu (160.000 m2) của các tài sản của mình mà họ có thể xây dựng văn phòng chính quyền quận. Các cử tri cảm ơn Forbes vì sự hào phóng của mình bằng cách đặt tên cho các thị trấn theo tên ông. Mặc dù thành phố không còn mang tên ông, địa danh nổi tiếng khác vẫn giữ lại tên của họ để hội cuối William Forbes.
Vào ngày 14 tháng 6 năm 1861, Forbestown đã chính thức được thay đổi thành Lakeport. Một số địa điểm vẫn còn mang tên Forbes, tuy nhiên, chẳng hạn như rạch Forbes và phố Forbes. 
Năm 1850, đại úy Nathaniel Lyon đã dẫn đầu một cuộc tấn công trong vụ thảm sát đẫm máu Island. Lyon sau đó chết chiến đấu cho Liên minh trong cuộc nội chiến. 
Các văn phòng đăng bài đầu tiên, được gọi là Big Valley, mở tại nơi này vào năm 1858, và đổi tên thành Lakeport năm 1861. 
Tòa án Lakeport đầu tiên được xây dựng bằng gỗ vào năm 1861. Tòa nhà bị cháy trong những trường hợp đáng ngờ trong năm 1867. 
Trong năm 1864, các đập Cache Creek được xây dựng. Bốn năm sau, người dân địa phương phá hỏng và phá hủy các nhà máy hoạt động nhờ đập nước này, sau khi nước chuyển hướng do đập này gây ra đã gây ngập lụt hồ Lower và Anderson Ranch. 
Trong năm 1882, hơn 450 người nhập cư Trung Quốc được sử dụng để làm việc mỏ thủy ngân ở khu vực. 
Năm 1888, Lakeport thành lập thành phố. Trong gần một thế kỷ, đây là thành phố duy nhất được lập trong quận Lake. 
Năm 1892, Lakeport có điện thoại đầu tiên.